# Dasythemis essequiba
Dasythemis essequiba – gatunek ważki z rodziny ważkowatych (Libellulidae). Występuje na terenie Ameryki Południowej.